# Rosario Zúñiga
María Rosario Zúñiga García (Ciudad de México, 24 de febrero de 1964-Guadalajara, 18 de junio de 2023) fue una actriz mexicana de cine y televisión.

## Biografía
Debutó como actriz de cine en 1975 en la película Los supervivientes de los Andes, luego en 1977 en teatro en la obra Fuenteovejuna y en televisión en la telenovela Marcha nupcial. Destacó en la televisión en su primer papel antagónico en 1992 en De frente al sol, posteriormente en 2007 vuelve a realizar una destacada actuación como villana en Pasión, debuta en 1997 como Directora de Escena en la serie Hotel Paraíso y hace su debut como Directora de escena en los melodramas en la producción Ni contigo ni sin ti. Aparte destacó como director de escena en teatro en obras de corte humorístico.
El 18 de junio de 2023 falleció a los 59 años.

## Televisión
- Tríada (2022) ... Beatriz Fonseca
- Lotería del crimen (2022) ... Teresa Monroy
- Rutas de la vida (2022) ... Delia Araujo
- Aquí en la Tierra (2020) ... María Luisa Medina
- Guardia García (2018) ... Emiliana García
- Nada personal (2017) ... Alba Delgado
- Señora Acero (2015-2018) ... Rosa Sánchez
- Sin rastro de ti (2016) .... Gabriela Santillana
- El hotel de los secretos (2016) .... Jueza
- La sombra del pasado (2014-2015) .... Ángela Santos
- Quiero amarte (2013-2014) .... Ana María Montesinos
- Amor bravío (2012).... Leonora Martínez
- Ni contigo ni sin ti (2011) .... Patricia Lieja
- Niña de mi corazón (2010) .... Adriana Paz
- Camaleones (2009) .... Armanda Jaramillo
- Juro que te amo (2008) .... Roberta
- Pasión (2007) .... Antonia
- Primer amor... a mil por hora (2000-2001) .... Estela
- Mi querida Isabel (1996-1997) .... Ignacia
- Amor de nadie (1990) .... Marcelina